# Alfídia
Alfídia, anteriormente conhecida como Aufídia (fl. século I a.C.) foi uma nobre romana, mais conhecida por ter sido a mãe de Lívia Drusa, a primeira imperatriz romana como esposa de Augusto.

## Biografia
Por séculos ela foi chamada de Aufídia, pois foi assim identificada por Seutônio. Porém, por meio de inscrições, seu nome foi reveleado ser Alfídia.
Uma inscrição na comuna italiana de San Benedetto dei Marsi, antes chamada em latim de Marruvium, durante o reinado de Cláudio, honra postumamente os pais de Lívia, portanto é possível que esse fosse o local de nascimento de Alfídia.
Alfídia provavelmente era filha de Marco Aufídio Lurco, um tribuno da plebe em 61 a.C.. Segundo Cícero, ele era aleijado. Segundo Plínio, o Velho e Varro, ele ganhou uma fortuna com o engordamento de pavões para serem usados como comida. 
Por outro lado, talvez ela fosse um membro da Gens Alfidia, um nome que era considerado muito raro.
Alfídia se casou com o futuro pretor e senador, Marco Lívio Druso Cláudio, com quem teve pelo menos uma filha, Lívia Drusa. O marido dela também adotou Marco Lívio Druso Libão, futuro cônsul. É possível que a Alfídia tenha levado consigo um grande dote.
Como mãe de Lívia foi avó do imperador Tibério e de Nero Cláudio Druso, filhos do primeiro casamento de Lívia. Portanto, também foi ancestral de três imperadores, Calígula, Cláudio e Nero.
Nada mais se sabe sobre a vida de Alfídia.